# 크레버스
주식회사 크레버스(구 명칭: 청담러닝)는 대한민국의 교육기업으로, 1998년 1월에 설립되었다. 주축사업은 학원, 온라인 강의, 스마트 러닝이다.

## 계열사
- (주)청담아이가르텐
- Chungdahm (Philis), Inc. (CDP)
- Chungdahm Learning CHINA
- Shanghai GClass IT Co, Ltd.
- (주)청담미디어
- PT. CMS EDU INDONESIA
- fUSION Innovation Edu
- Shengsi Mathematics Thinking Edu
- 상해순수문화발전유한공사

## 같이 보기
- 정상제이엘에스

## 참고문헌
1. ↑  우리말 독서 논술
2. ↑  “미래한국”. 《[브랜드평판분석] 청담러닝... 영어 학습에 인간 도입》. 2020년 2월 10일. 2020년 6월 25일에 원본 문서에서 보존된 문서. 2020년 6월 1일에 확인함.